# Römisch-katholische Kirche in Brunei
Die römisch-katholische Kirche in Brunei ist eine Missionsgemeinde, die in den letzten Jahrzehnten entstand und im Apostolischen Vikariat Brunei organisiert ist.
Am 21. November 1997 aus dem Bistum Miri (Malaysia) herausgelöst und zu einer selbständigen Apostolischen Präfektur erhoben, erstreckte es sich bereits 2002 mit 3 Pfarreien und 21.000 Gläubigen über 5.800 km² und umfasst das ganze Land.
Mit 4,7 % der Bevölkerung bilden die Katholiken dort eine Minderheit, welche von 3 Diözesan- und einem Ordenspriester seelsorgerisch begleitet werden. 

## Apostolische Delegaten in Brunei
- Renato Raffaele Martino (1983–1986)
- Adriano Bernardini (1999–2003)
- Salvatore Pennacchio (2003–2010)
- Leopoldo Girelli (2011–2013)
- Joseph Salvador Marino (2013–2019)
- Wojciech Załuski (seit 2020)